# Arthropogoninae
Arthropogoninae Butzin, 1972 è una sottotribù di piante angiosperme monocotiledoni appartenente alla famiglia delle Poacee (o Gramineae, nom. cons.), sottofamiglia Panicoideae.

## Etimologia
Il nome della sottotribù deriva dal genere tipo Arthropogon Nees, 1829 ed è composto da due parole greco antico: "arthron" (= articolazione) e "pogon" (= barba) e fa riferimento alle spighette pelose che si disarticolano con tutto il pedicello.
Il nome scientifico della sottotribù è stato definito dal botanico contemporaneo Friedhelm Reinhold Butzin (1936-) nella pubblicazione "Willdenowia 6: 515" del 1972.

## Descrizione

### Portamento
Il portamento delle specie di questo gruppo in genere è cespitoso, rizomatoso o stolonifero con cicli biologici annuali o perenni. Altezza massima 3 metri (in Stephostachys). I culmi possono essere ramificati. In Oplismenopsis i culmi sono galleggianti (sono piante acquatiche).

### Foglie

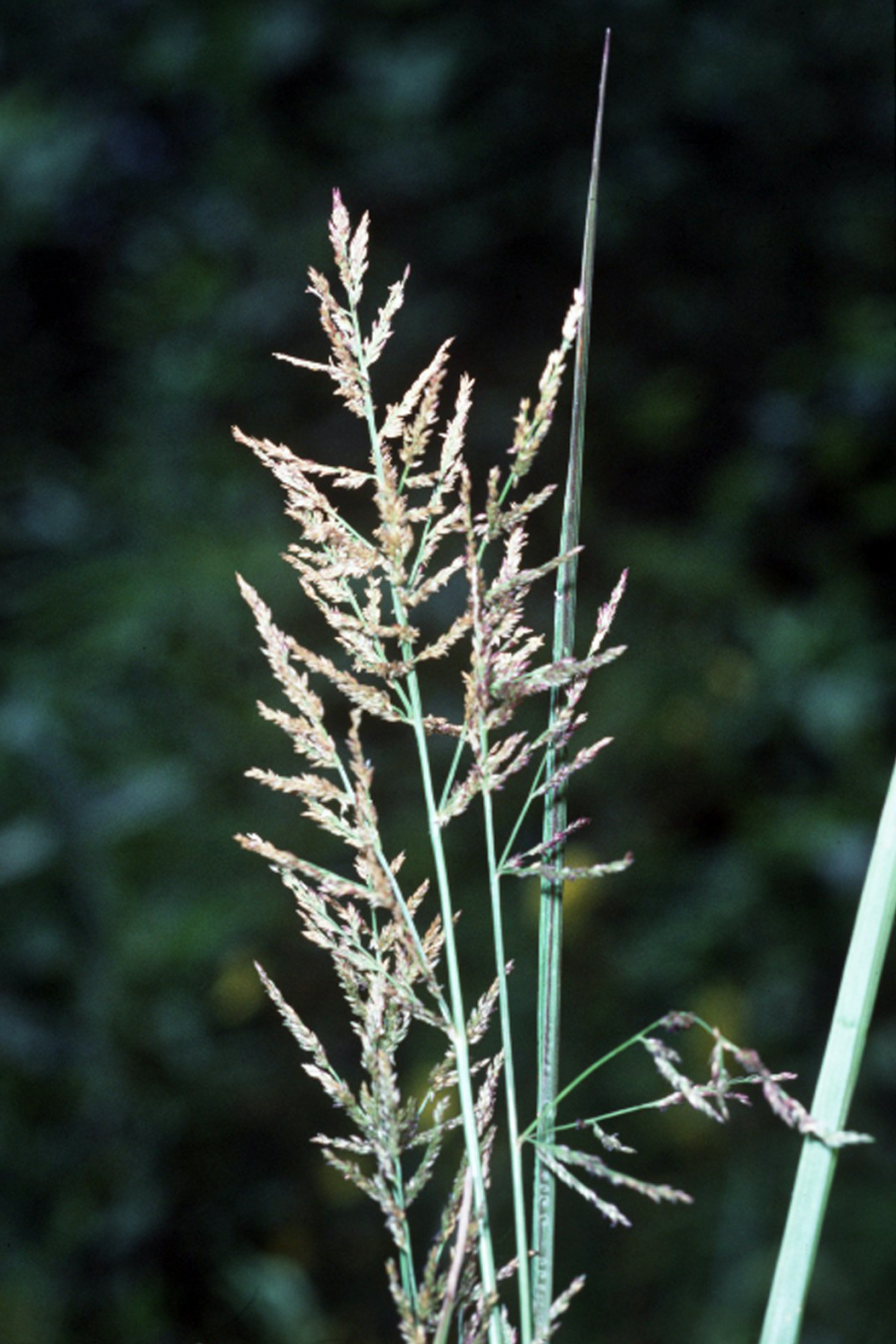
Infiorescenza
Coleataenia rigidula

Le foglie lungo il culmo sono disposte in modo alterno, sono distiche e si originano dai vari nodi. Sono composte da una guaina, una ligula e una lamina. Le venature sono parallelinervie. Possono essere presenti dei pseudopiccioli. Nelle foglie le piante di tipo C4 hanno una guaina a singolo fascio. 
- - Guaina: la guaina è abbracciante il fusto.
  - Ligula: le ligule sono membranosa; la membrana è sfrangiata oppure termina con una frangia di peli.
  - Lamina: la lamina ha delle forme generalmente lineari e piatte, oppure sono arrotolate e involute; in alcune specie sono rigide. In Apochloa terminano in modo acuto. In Homolepis sono cordate.

### Fiori

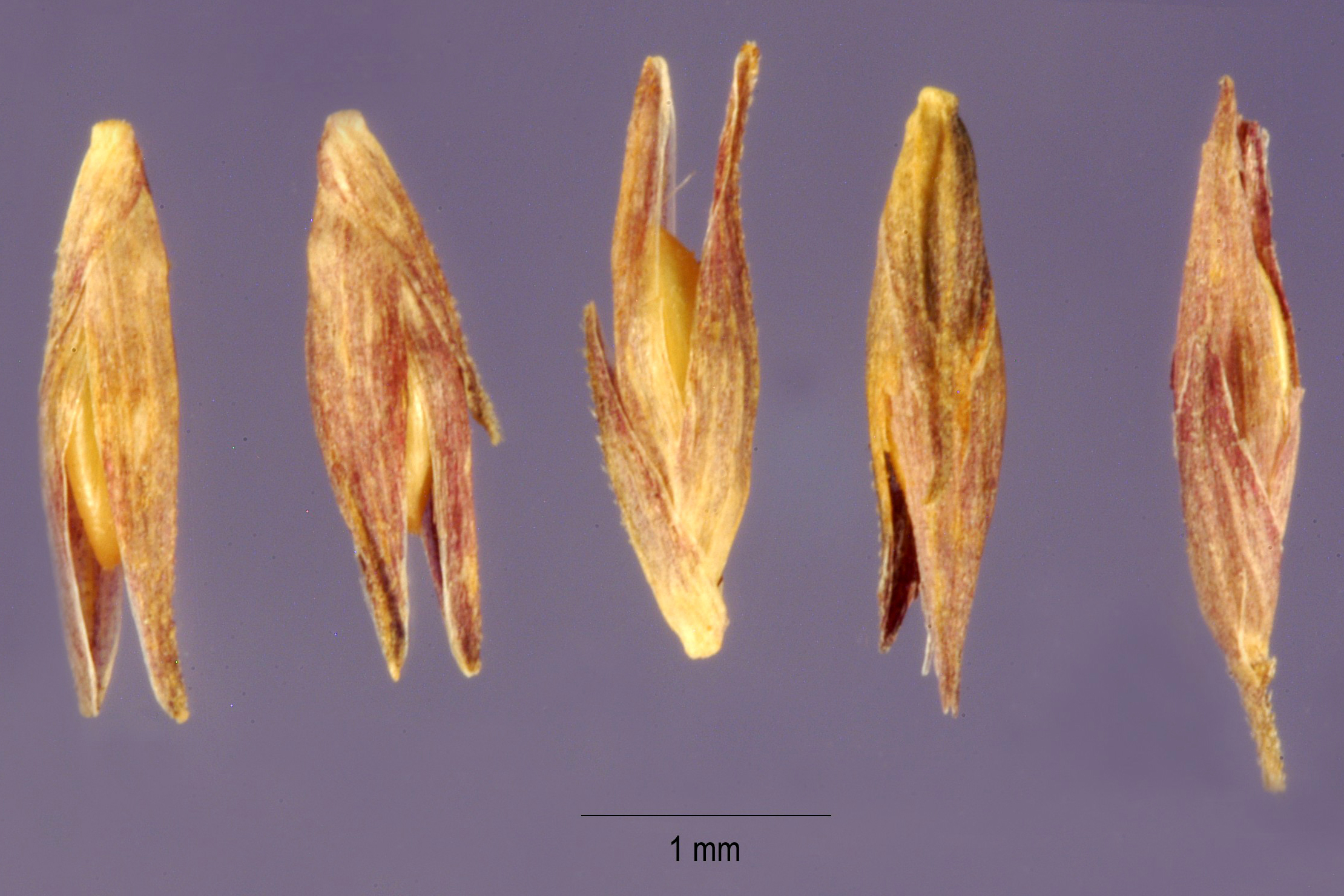
I fiori
Coleataenia stipitata

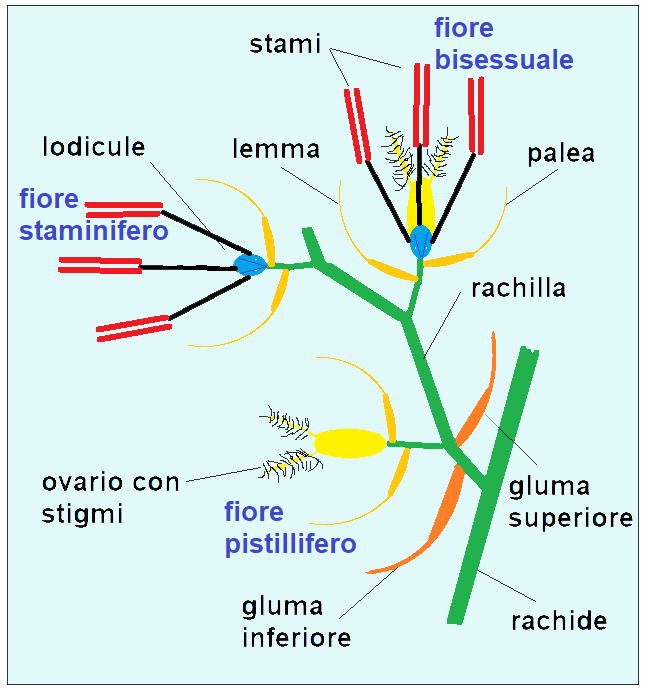
Spighetta generica con tre fiori diversi

- Infiorescenza principale (sinfiorescenza o semplicemente spiga): le infiorescenze, ascellari e terminali, in genere non sono ramificate (o con rami primari non ramificati, o rami primari ramificati formanti rami di ordine superiore) e sono formate da alcune spighette ed hanno la forma di una pannocchia.
- Infiorescenza secondaria (o spighetta): le spighette, compresse lateralmente o dorsoventralmente, sottese da due brattee distiche e strettamente sovrapposte chiamate glume (inferiore e superiore), sono formate da uno o più fiori. Possono essere presenti dei fiori sterili; in questo caso sono in posizione distale rispetto a quelli fertili. Alla base di ogni fiore sono presenti due brattee: la palea e il lemma. La disarticolazione avviene con la rottura della rachilla sopra o sotto le glume. Alcune spighette sono attaccate al pedicello in modo obliquo (carattere distintivo del genere Coleataenia).
  - Glume: le glume sono membranose eventualmente con bordi ialini, con o senza barbe (le barbe possono essere anche 10 volte più lunghe delle glume). Le glume inferiori possono mancare; quelle superiori a volte sono gibbose. Venature: da 1 - 3 nelle glume inferiori; da 5 - 9 in quelle superiori.
  - Palea: la palea, eventualmente carenata (o bicarenata), è membranosa con o senza barbe. Può essere compressa lateralmente.
  - Lemma: il lemma è membranoso eventualmente con bordi precisi, con o senza barbe. I lemmi inferiori sono più lunghi di quelli superiori (che possono essere ialini o cartilaginei). L'apice può essere provvisto di due peli spinosi.

I fiori fertili sono attinomorfi formati da 3 verticilli: perianzio ridotto, androceo  e gineceo. 
- - Formula fiorale:[6] *, P 2, A (1-)3(-6), G (2–3) supero, cariosside.
  - Il perianzio è ridotto e formato da due lodicule, delle squame traslucide, poco visibili (forse relitto di un verticillo di 3 sepali). Le lodicule hanno una consistenza carnosa.
  - L'androceo è composto da 2 - 3 stami ognuno con un breve filamento libero, una antera sagittata e due teche. Le antere sono basifisse con deiscenza laterale. Il polline è monoporato.
  - Il gineceo è composto da 3-(2) carpelli connati formanti un ovario supero. L'ovario, glabro, ha un solo loculo con un solo ovulo subapicale (o quasi basale). L'ovulo è anfitropo e semianatropo e tenuinucellato o crassinucellato. Lo stilo, breve, è unico con due stigmi in genere piumosi.

### Frutti
I frutti sono del tipo cariosside, ossia sono dei piccoli chicchi indeiscenti, con forme ovoidali, nei quali il pericarpo è formato da una sottile parete che circonda il singolo seme. In particolare il pericarpo è fuso al seme ed è aderente. L'endocarpo non è indurito e l'ilo è puntiforme (o lineare). L'embrione è provvisto quasi sempre di epiblasto ha un solo cotiledone (allungato) altamente modificato (scutello con fessura) in posizione laterale. I margini embrionali della foglia si sovrappongono.

## Biologia
Come gran parte delle Poaceae, le specie di questo genere si riproducono per impollinazione anemogama. Gli stigmi più o meno piumosi sono una caratteristica importante per catturare meglio il polline aereo. La dispersione dei semi avviene inizialmente a opera del vento (dispersione anemocora) e una volta giunti a terra grazie all'azione di insetti come le formiche (mirmecoria).

## Distribuzione e habitat
La distribuzione delle specie di questo gruppo è soprattutto americana.

## Tassonomia
La famiglia delle Poacee comprende circa 800 generi e oltre 9.000 specie. È una delle famiglie più numerose e più importanti del gruppo delle monocotiledoni. La famiglia è suddivisa in 12 sottofamiglie, la sottotribù Arthropogoninae fa parte della sottofamiglia Panicoideae.

### Generi
La sottotribù si compone di 14 generi con 77 specie:
- Altoparadisium Filg., Davidse, Zuloaga & Morrone (2 specie)
- Apochloa Zuloaga & Morrone (15 spp.)
- Arthropogon Nees (5 spp.)
- Canastra Morrone, Zuloaga, Davidse & Filg. (2 spp.)
- Coleataenia Griseb. (12 spp.)
- Cyphonanthus Zuloaga & Morrone (1 sp.)
- Homolepis Chase (5 spp.)
- Keratochlaena Morrone & Zuloaga (1 sp.)
- Mesosetum Steud. (28 spp.)
- Oncorachis Morrone & Zuloaga (2 spp.)
- Oplismenopsis Parodi (1 sp.)
- Stephostachys Zuloaga & Morrone (1 sp.)
- Tatianyx Zuloaga & Soderstr. (1 sp.)
- Triscenia Griseb. (1 sp.)

### Filogenesi
All'interno della famiglia Poaceae la sottofamiglia Panicoideae appartiene al clade "PACMAD" (formato dalle sottofamiglie Aristidoideae, Arundinoideae, Micrairoideae, Danthonioideae, Chloridoideae e Panicoideae). Questo clade con il clade BEP (formato dalle sottofamiglie Ehrhartoideae, Bambusoideae e Pooideae) forma un "gruppo fratello" (il clade BEP a volte è chiamato clade "BOP" in quanto la sottofamiglia Ehrhartoideae a volte è chiamata Oryzoideae). La sottofamiglia di questa voce, nell'ambito del clade "PACMAD", a parte la sottofamiglia Aristidoideae in posizione "basale", forma un "gruppo fratello" con il resto delle sottofamiglie del clade.
Il clade "PACMAD" è un gruppo fortemente supportato fin dalle prime analisi filogenetiche di tipo molecolare. Questo gruppo non ha evidenti sinapomorfie morfologiche con l'unica eccezione dell'internodo mesocotiledone allungato dell'embrione. Questo clade inoltre è caratterizzato, nella maggior parte delle piante, dal ciclo fotosintetico di tipo C4 (ma anche a volte tipo C3 in quanto ancestralmente era C3).
La sottotribù Arthropogoninae fa parte dell'ultimo gruppo che si è differenziata nell'ambito della sottofamiglia e fa parte della supertribù "Andropogonodae" L. Liu, 1980 e all'interno di quest'ultima della tribù Paspaleae J. Presl, 1830 All'interno della tribù occupa, da un punto di vista filogenetico, una posizione "interna" e insieme alla sottotribù Otachyriinae forma un "gruppo fratello". Questa sottotribù non ha caratteri evidenti; tuttavia è identificato come clade se pur eterogeneo morfologicamente (solamente tre sinapomorfie molecolari definiscono questo gruppo). Il clade inoltre contiene un mix di taxa con piante tipo C3 e tipo C4 e la topologia della filogenesi rende impossibile determinare esattamente le origini dei casi di tipo C4; il numero potrebbe essere tra 2 e 5 origini.
I generi Arthropogon, Achlaena e Altoparadisium formano un clade ("A") fortemente supportato caratterizzato dalle lunghe barbe sulle glume, del callo peloso alla base della spighetta e dal Iemma superiore e palea compressi lateralmente. Un altro clade ("B"), bisognoso di ulteriori indagini, potrebbe essere formato dai generi Coleataenia e Triscenia. I generi Cyphonanthus e Oncorachis formano un clade ("C") fortemente supportato caratterizzato dai rami dell'infiorescenza ramificati e da piante di tipo C3 con guaina a fascio singolo. Le analisi molecolari inoltre supportano fortemente il clade ("D") formato dai generi Keratochlaena, Mesosetum e Tatyanyx (questi due ultimi generi formano inoltre un "gruppo fratello"), caratterizzato dall'ilo lineare e piante di tipo "NADP-ME" (piante che utilizzato il sottotipo enzimatico NADP-malico della via fotosintetica tipo C4. Gli altri generi "tipo C4 NADP-ME" sono: Achlaena, Altoparadisium, Arthropogon, Coleataenia, Cyphonanthus, Keratochlaena e Oncorachis).
Sinapomorfie relative ad un singolo genere:
- Oncorachis: la rachilla è più spessa sopra i glumi e sotto il fiore inferiore.

Il cladogramma seguente, tratto dallo studio citato, semplificato e aggiornato, mostra una possibile configurazione filogenetica della sottotribù.
|  | Oncorachis   |
|  |              |
|  | Cyphonanthus |
|  |              |

|  | Keratochlaena                                          |
|  |                                                        |
|  | \| \| Mesosetum \| \| \| \| \| \| Tatianyx \| \| \| \| |
|  |                                                        |
|  | Mesosetum                                              |
|  |                                                        |
|  | Tatianyx                                               |
|  |                                                        |

|  | Mesosetum |
|  |           |
|  | Tatianyx  |
|  |           |

|  | Arthropogon                                                 |
|  |                                                             |
|  | \| \| Altoparadisium \| \| \| \| \| \| Achlaena \| \| \| \| |
|  |                                                             |
|  | Altoparadisium                                              |
|  |                                                             |
|  | Achlaena                                                    |
|  |                                                             |

|  | Altoparadisium |
|  |                |
|  | Achlaena       |
|  |                |

|               | Phanopyrum |
|               | |
|               | \| \| Canastra \| \| \| \| \| \| Apochloa \| \| \| \| \| xxxClade_Bxxx \| Coleataenia + Triscenia \| \| \| Coleataenia + Triscenia \| |
|               | |
|               | Canastra |
|               | |
|               | Apochloa |
|               | |
| xxxClade_Bxxx | Coleataenia + Triscenia |
|               | Coleataenia + Triscenia |

|               | Canastra                |
|               |                         |
|               | Apochloa                |
|               |                         |
| xxxClade_Bxxx | Coleataenia + Triscenia |
|               | Coleataenia + Triscenia |

|  | Oncorachis   |
|  |              |
|  | Cyphonanthus |
|  |              |

|  | Keratochlaena                                          |
|  |                                                        |
|  | \| \| Mesosetum \| \| \| \| \| \| Tatianyx \| \| \| \| |
|  |                                                        |
|  | Mesosetum                                              |
|  |                                                        |
|  | Tatianyx                                               |
|  |                                                        |

|  | Mesosetum |
|  |           |
|  | Tatianyx  |
|  |           |

|  | Arthropogon                                                 |
|  |                                                             |
|  | \| \| Altoparadisium \| \| \| \| \| \| Achlaena \| \| \| \| |
|  |                                                             |
|  | Altoparadisium                                              |
|  |                                                             |
|  | Achlaena                                                    |
|  |                                                             |

|  | Altoparadisium |
|  |                |
|  | Achlaena       |
|  |                |

|               | Phanopyrum |
|               | |
|               | \| \| Canastra \| \| \| \| \| \| Apochloa \| \| \| \| \| xxxClade_Bxxx \| Coleataenia + Triscenia \| \| \| Coleataenia + Triscenia \| |
|               | |
|               | Canastra |
|               | |
|               | Apochloa |
|               | |
| xxxClade_Bxxx | Coleataenia + Triscenia |
|               | Coleataenia + Triscenia |

|               | Canastra                |
|               |                         |
|               | Apochloa                |
|               |                         |
| xxxClade_Bxxx | Coleataenia + Triscenia |
|               | Coleataenia + Triscenia |